# روي إينيس
روي إميل ألفريدو إينيس (بالإنجليزية Roy Emile Alfredo Innis) ناشط وسياسي أميركي، من مواليد 6 يونيو 1934 وتوفي في 8 يناير 2017. بقي الرئيس الوطني لمؤتمر المساواة العرقية منذ انتخابه لهذا المنصب عام 1968.
يشغل أحد أبنائه، نيغر روي إينيس، منصب المتحدث الرسمي باسم مؤتمر المساواة العرقية.

## النشأة
ولد إينيس في سانت كروي، جزر فيرجن الأمريكية في عام 1934. انتقل إينيس مع والدته من جزر فيرجن الأمريكية إلى مدينة نيويورك في عام 1947، وتخرج من مدرسة ستايفزنت الثانوية في عام 1952. التحق إينيس بالجيش الأمريكي في سن 16، وفي سن 18 حصل على تسريح مشرف. التحق ببرنامج مدته أربع سنوات في الكيمياء في كلية مدينة نيويورك. شغل لاحقًا عدة مناصب بصفته كيميائي أبحاث في شركة فيك الكيميائية ومستشفى مونتيفيور.

## سنوات الحقوق المدنية الأولى
انضم إينيس إلى فرع محلي لمؤتمر المساواة العرقية في هارلم عام 1963. وفي عام 1964 انتخِب رئيسًا للجنة تعليم الفرع المحلي ودعم التعليم الذي تسيطر عليه المجتمعات المحلية وتمكين السود. انتخِب رئيسًا لفرع مؤتمر المساواة العرقية في هارلم عام 1965، وبعد ذلك قام بحملة من أجل إنشاء مجلس مستقل للتعليم من أجل هارلم.
عُين إينيس كأول زميل مقيم في مركز متروبوليتان للبحوث التطبيقية في بداية عام 1967، برئاسة الدكتور كينيث كلارك. انتخِب نائبًا وطنيًا ثانيًا لرئيس مجلس مؤتمر المساواة العرقية.

## رئاسة مؤتمر المساواة العرقية
اختير إينيس رئيسًا وطنيًا لمؤتمر المساواة العرقية في اجتماع مثير للجدل عام 1968. ترأس إينيس المنظمة في البداية في حملة قوية من القومية السوداء. أبعِد النشطاء البيض من المؤتمر وفقًا لجيمس بيك في عام 1965، كجزء من تطهير الحركة من البيض ومن ثم سيطرة إينيس. دعم مؤتمر المساواة العرقية تحت رئاسة إينيس ترشيح ريتشارد نيكسون للرئاسة في عام 1972.

## السياسة
شارك إينيس في صياغة قانون تقرير المصير المجتمعي لعام 1968 وحصل على رعاية الحزبين لمشروع القانون هذا من قبل ثلث مجلس الشيوخ الأمريكي وأكثر من 50 من أعضاء الكونغرس. كانت هذه المرة الأولى في تاريخ الولايات المتحدة التي صاغ فيها مؤتمر المساواة العرقية أو أي منظمة حقوق مدنية مشروع قانون وعرضه على كونغرس الولايات المتحدة.
في مناقشة حول دمج المدارس، قدم إينيس خطة بديلة تتألف من سيطرة المجتمع على المؤسسات التعليمية. قدم مؤتمر المساواة العرقية في أكتوبر عام 1970 كجزء من هذا الجهد ملخصًا للمحكمة العليا في الولايات المتحدة باعتباره صديقًا للمحكمة فيما يتعلق بمجلس التعليم في قضية سوان ضد شارلوت-مكلنبورغ (1971).
قام إينيس ووفد من المؤتمر بجولة في سبع دول إفريقية في عام 1971. قابل العديد من رؤساء الدول، بمن فيهم جومو كينياتا رئيس كينيا، وجوليوس نيريري رئيس تنزانيا، ورئيس ليبيريا ويليام تولبرت، ورئيس أوغندا عيدي أمين، الذي حصل على عضوية مدى الحياة من مؤتمر المساواة العرقية. التقى إينيس مع أمين ورجال الدولة الأفارق المذكورين أعلاه كجزء من حملته الانتخابية للمنظمة لإيجاد وظائف في إفريقيا للأميركيين السود. أصبح عام 1973 أول أمريكي يحضر مؤتمر منظمة الوحدة الأفريقية بصفة رسمية. كان من المقرر أن يشارك إينيس في مناظرة تلفزيونية مع الفيزيائي الحائز على جائزة نوبل ويليام شوكلي حول موضوع الذكاء عند السود عام 1973. وفقا للمصادر، انسحب إينيس من النقاش في اللحظة الأخيرة لأن جمعية الطلاب في جامعة برينستون التي نظمت هذا الحدث رفضت السماح للصحافة والجمهور بالدخول إلى الحدث. استمرت المناظرة مع الدكتور آشلي مونتاغو الذي حل محل إينيس.

## الاتحاد القومي للأسلحة والعدالة الجنائية
نشط إينيس لفترة طويلة في مسائل العدالة الجنائية، بما في ذلك النقاش حول السيطرة على الأسلحة والتعديل الثاني. بعد خسارته ولدين بأسلحة المجرمين، أصبح مدافعًا عن حقوق المواطنين الملتزمين بالقانون لحيازة السلاح للدفاع عن النفس. عمل أيضًا في مجلس إدارة الاتحاد القومي للأسلحة، وكعضو مدى الحياة فيها. ترأس إينيس أيضًا لجنة الشؤون الحضرية في الاتحاد القومي للأسلحة وكان عضوًا في لجنة الأخلاقيات، واستمر في التحدث علنًا في الولايات المتحدة وحول العالم لصالح الملكية المدنية الفردية للأسلحة النارية، وقضايا الأسلحة، والحقوق الفردية.
فقد إينيس اثنين من أبنائه بسبب العنف المسلح الإجرامي. قُتل ابنه الأكبر، روي إينيس الابن، وهو في الثالثة عشرة من عمره في عام 1968. أُطلِق النار على ابنه التالي ألكساندر، البالغ من العمر 26 عامًا، وقُتل في عام 1982. قال إينيس لنيوزدي في عام 1993 «لم يقتل أبنائي على يد كو كلوكس كلان (منظمة عنصرية) أو ديفيد دوك، بل قُتلوا على أيدي سفاحين صغار السن. أستخدم قتل أبنائي على يد أفراد عصابات سود لتحويل جوهر المشاكل من حجج مثل كو كلوكس كلان إلى مروجي المخدرات في الشوارع».

## المناظرة
اشتهر إينيس بشجارين على الهواء في منتصف البرامج الحوارية التلفزيونية في عام 1988. الأول في خضم جدال حول قضية اغتصاب تاوانا براولي أثناء تسجيل عرض مورتون داوني الابن، إذ دفع إينيس أل شاربتون إلى الأرض. خاض إينيس أيضًا في تلك السنة شجارًا في برنامج غيرالدو مع العنصري الأبيض جون ميتزغر. بدأت المناوشات بعد أن أطلق ميتزغر، ابن مؤسس المقاومة الآرية البيضاء توم ميتزغر، على إينيس اسم (العم توم)، فأمسك إينيس بحنجرة ميتزغر الذي كان جالسًا وبدا وكأنه يخنقه.
حفز إينيس المتطوعين الأمريكيين للقتال من أجل يونيتا، وهو جيش متمرد أنغولي يحارب الحكومة الشيوعية. دُعِم يونيتا أيضًا من قبل أوغندا وجنوب إفريقيا في عهد الفصل العنصري.
أثارت شركة ازدهار الولايات المتحدة، وهي مؤسسة غير هادفة للربح يديرها مساعد المرشح الرئاسي هيرمان كاين، جدلًا بعد أن تبرعت بمبلغ 100,000 دولار لمنظمة مؤتمر المساواة العرقية قبل فترة وجيزة من خطاب كاين في فعالية للمنظمة.

## الحملات السياسية
تحدى إينيس في عام 1986 صاحب المنصب ميجور أوينز في الانتخابات التمهيدية للديمقراطيين في الدائرة الانتخابية الثانية عشرة، التي تمثل بروكلين. هُزِم بهامش من ثلاثة إلى واحد.
تحدى إينيس في الانتخابات التمهيدية للحزب الديمقراطي لمدينة نيويورك لعام 1993، ديفيد دينكينز والذي كان أول أمريكي من أصل أفريقي يشغل هذا المنصب. بالنظر إلى مواقفه المحافظة بشأن القضايا، أوضح أن «الحزب الديمقراطي هو اللعبة الوحيدة في المدينة. من المؤسف أنه لدينا حزب واحد فاسد ونظام أيديولوجي واحد في مدينة نيويورك، وأود تغيير ذلك. لكن كونك ديمقراطيًا لا يعني أنه عليك أن تكون أحمقًا». ظهر إينيس أيضًا خلال حملته الانتخابية في فعاليات جمع التبرعات للمرشح الجمهوري رودولف جولياني. حصل إينيس على 25% من الأصوات في السباق الرباعي وأغلبية أصواته من مناطق متعددة الأعراق، بينما فشل في مناطق التجمع الأقل تنوعًا من الناحية الثقافية. خسر إينيس أمام دينكينز، الذي خسر بعد ذلك أمام جولياني في الانتخابات العامة.
في فبراير عام 1994 اقترح ابنه، نيغر، الذي أدار حملته الانتخابية الأولية، أن يتحدى إينيس الحاكم ماريو كومو في الانتخابات التمهيدية الديمقراطية.
في عام 1998 ، انضم إينيس إلى الحزب الليبرتاري الأمريكي وأعطى اعتبارًا جديًا للترشح لمنصب حاكم نيويورك كمرشح للحزب في ذلك العام. قرر في النهاية عدم الاستمرار، منوهًا إلى القيود الزمنية المتعلقة بواجباته مع مؤتمر المساواة العرقية.
شغل إينيس منصب رئيس ولاية نيويورك في حملة آلان كييس الرئاسية لعام 2000.

## موته
توفي إينيس في 8 يناير 2017، عن عمر يناهز 82 عامًا، بسبب مرض الشلل الارتعاشي (باركنسون).

## روابط خارجية
- روي إينيس على موقع مونزينجر (الألمانية)
- روي إينيس على موقع إن إن دي بي (الإنجليزية)